# Análise por envoltória de dados
O método de Análise por Envoltória de Dados (DEA, do inglês Data Envelopment Analysis) é uma metodologia de análise de eficiência que compara uma eficiência revelada (tida como eficiência otimizada) com a eficiência das unidades analisadas estabelecendo um indicador de avaliação da eficiência da relação insumos/produtos dessas unidades.
A DEA é uma técnica multivariável para monitoramento de produtividade de unidades de decisão, que fornece dados quantitativos sobre possíveis direções para a melhoria do status quo das unidades, quando ineficientes. Em particular, a DEA é uma técnica não-paramétrica
que permite comparar dados de entrada e saída sem suposições de ordem estatísticas. A origem da técnica de programação encontra-se no trabalho de Charnes et al.(1978).
A DEA utiliza-se da programação matemática para obter avaliações ex post facto da eficiência relativa dos resultados dos gestores, quer tenham sido planejados ou executado.
Essa técnica tem sido utilizada nas mais diversas áreas, como administração, contabilidade, economia, pesquisa operacional e nas áreas de engenharia de produção, dentre outras.
Ele é um método de geração de fronteiras empíricas de eficiência relativa, a partir de um conjunto de variáveis classificadas como insumo ou produto.
A Análise por Envoltória de Dados define a curva de eficiência (ou de máxima produtividade), considerando a relação ótima insumo/produto.
Pressupõe conhecidos os valores realizados dos insumos e dos produtos e busca, para cada empresa sob avaliação, taxas de substituição (pesos relativos) entre os insumos e entre os produtos que maximizem a sua eficiência relativa.

## Vantagens
- Prescinde de atribuição prévia de pesos às variáveis consideradas no estudo;
- A eficiência de cada empresa é definida de forma individualizada, considerando a atuação das demais empresas em estudo, porém permitindo que a alocação de pesos aos fatores seja efetuada de forma a maximizar sua eficiência relativa;
- As diferenças de porte podem ser tratadas com a adoção de modelos que prevejam retornos variáveis à escala, sem prejuízo às empresas de pequeno porte;
- Diferentemente dos sistemas de atribuição de pontos, mais de uma empresa pode ser classificada como eficiente, compondo a fronteira de eficiência relativa e servindo como referência para a atuação das demais empresas;
- Para as empresas consideradas ineficientes, são apresentadas contribuições de melhoria, com o estabelecimento de metas de atuação;
- Pode ser aplicada a diversos períodos, possibilitando a verificação da evolução da eficiência das empresas e o estudo dos fatores que contribuíram para seu crescimento ou decrescimento; fornece uma visão multifacetada da eficiência, permitindo a análise dos fatores que mais contribuem para seu atingimento;
- O indicador obtido mostrou-se de fácil interpretação, conforme explorado pela contraposição com indicadores contábeis tradicionais;

## Desvantagens (Limitações)
- É uma técnica ainda recente, quase que restrita às áreas de pesquisa operacional e engenharia, e necessita de ambientação dos usuários leigos para utilização em outras áreas do conhecimento;
- Por ser uma técnica não paramétrica, não permite a extrapolação de suas conclusões, que estão restritas às empresas e às variáveis em análise.

## Descrição resumida do método
A Análise Envoltória de Dados calcula uma fronteira de produção poliangular por meio da programação linear utilizando as unidades tomadoras de decisão (DMUs) da amostra selecionada. Posteriormente, o desempenho de cada DMU é comparado com essa fronteira de produção e calculada a eficiência por meio da distância relativa de cada DMU a essa fronteira. O índice de eficiência (escore) assume o valor no intervalo de [0,1], em que as unidades eficientes são aquelas que possuem escore de eficiência igual à unidade.
É importante notar que as demais unidades, não eficientes, estão posicionadas abaixo da curva, envolvidas pelo desempenho das unidades eficientes. O método define então unidades de referências para cada observação, o que permite calcular os aumentos de produtos ou diminuição de insumos necessários para que a atuação seja otimizada.
O modelo utiliza método de otimização de programação matemática para, partindo da medida de eficiência técnica em casos de único produto/insumo proposta por Farrel em 1957, desenvolver um modelo que atenda a casos com múltiplos produtos/insumos, com a construção de um único produto virtual e um único insumo virtual.
Assim, tendo-se um conjunto de empresas e seu plano de produção realizado pode-se construir uma curva de produção que se constitui, então, no conjunto de produção revelado. Resolvendo-se o problema de programação linear (PL) proposto para cada uma das empresas, podem-se identificar aquelas cujo plano de produção, dados os pesos (preços) determinados para suas quantidades de produtos e insumos, não pode ser superado pelo plano de nenhuma outra empresa. A empresa é dita eficiente e torna-se referência para as demais. Resolvendo-se sucessivamente o problema para todas as empresas que compõe o conjunto, são determinadas quais empresas são relativamente eficientes.
Dentre os modelos de Análise Envoltória de Dados, tem-se os modelos básicos e originais CCR e BCC, que são acrônicos dos seus criadores, Charnes, Cooper e Rhodes e Banker, Chanes e Cooper, respectivamente. Esses modelos podem ser calculados sobre a orientação insumo ou produto e permitem calcular a eficiência técnica, alocativa, econômica e a eficiência de escala.  
A orientação insumo permite analisar quanto pode ser reduzido, proporcionalmente, as quantidades empregas de insumos no processo produtivo, mantido constante a produção. A orientação produto, por sua vez, permite analisar em quanto o(s) produto(s) pode ser, proporcionalmente, acrescido, mantidas as quantidades utilizadas dos insumos na produção.
Além dos modelos originais (CCR e BCC), posteriormente foram desenvolvidos outros modelos, como os modelos de Super eficiência,  Aditivo e de Eficiência Baseado nas Folgas (Slacks-Based Measure - SBM), sendo, ainda, incorporada a poluição ou produtos indesejáveis aos modelos, variáveis categóricas e não discricionárias, dentre outros.
Os modelos DEA podem ser calculados por diversos programas gratuitos como o EMS: Efficiency Measurement System, R e DEAP, ou pagos, como Stata e Frontier, dentre outros.